# Edmund Jankowski (samorządowiec)
Edmund Jankowski (ur. 17 listopada 1926 w Lesznie, zm. lipiec 2016) – polski działacz samorządowy, lotniczy i filatelistyczny, prezydent Leszna, wicewojewoda leszczyński. 

## Życiorys
Był absolwentem studiów prawniczych na Uniwersytecie im. Adama Mickiewicza w Poznaniu. Od maja 1949 był związany z administracją miejską swojego rodzinnego Leszna, karierę samorządową zaczynając jako referent Zarządu Miejskiego. Później pełnił między innymi funkcję kierownika referatu inspekcji, kierownika wydziału organizacyjno–prawnego, a także członka, zastępcy przewodniczącego i przewodniczącego Prezydium Miejskiej Rady Narodowej. W latach 1975–1979 piastował funkcję prezydenta miasta Leszna, zaś w latach 1979–1990 wicewojewody leszczyńskiego. Był również członkiem i działaczem Polskiego Towarzystwa Ekonomicznego, Polskiego Czerwonego Krzyża oraz Polskiego Komitetu Pomocy Społecznej, a także popularyzatorem filatelistyki i działaczem Polskiego Związku Filatelistów piastując funkcję przewodniczącego Koła Miejskiego PZF w Lesznie. Był również prezesem Aeroklubu Leszczyńskiego i współorganizatorem imprez o charakterze krajowym, międzynarodowym i światowym. Za swoją działalność otrzymał między innymi tytuł „Zasłużony działacz lotnictwa sportowego”, „Członek Honorowy Polskiego Związku Filatelistów” oraz „Zasłużony dla miasta Leszna”.

## Wybrane odznaczenia
- Order Sztandaru Pracy[1],
- Krzyż Oficerski Orderu Odrodzenia Polski[1],
- Krzyż Kawalerski Orderu Odrodzenia Polski[1],
- Złoty Krzyż Zasługi[1],
- Srebrny Krzyż Zasługi[1]